# María Paula Elizondo
María Paula Elizondo Herrera (* 30. November 1998 in Turrialba) ist eine costa-ricanische Fußballspielerin.

## Karriere

### Verein
Derzeit steht Elizondo bei Saprissa FF unter Vertrag.

### Nationalmannschaft
Mit der costa-ricanischen U17 nahm sie an der Weltmeisterschaft 2014 teil und kam hier zu drei Einsätzen. Danach war sie mit der U20 bei der CONCACAF U-20-Meisterschaft 2018 und erhielte hier wiederum in drei Partien Spielzeit.
Ihren ersten bekannten Einsatz für die costa-ricanische Nationalmannschaft hatte sie am 16. August 2015 bei einer 0:8-Freundschaftsspielniederlage gegen die USA. Hier stand sie in der Startelf und wurde in der 60. Minute für Lixy Rodríguez ausgewechselt. Nach weiteren Freundschaftsspielen nahm sie mit ihrer Mannschaft am Turnier der Pan-Amerikanischen Spiele 2019 teil, anschließend war sie im selben Jahr noch beim Vier-Nationen-Turnier in Brasilien dabei.
Am 8. Juli 2023 wurde sie für den Kader der Weltmeisterschaft 2023 nominiert.